# Gabor Amadeus
Gabor Amadeus  latin-jazz fusion gitárművész

## Zenei pályafutása
Zenei tehetsége már korai gyermekkorban megmutatkozott. Szüleinek köszönhetően hamar jó kezekbe került, tanulmányait elsőként a Pászti Miklós zeneiskolában kezdte el. Sok hangszerrel kötött barátságot, de érdeklődése hamar a gitár felé összpontosult. Zenetanárai ebben az időszakban a Bolyki család tagjai voltak, akik nevét a híres acapella énekegyüttesből is ismerhetjük (Bolyki Brothers). A zenei középiskolát a Magyar Állami Operaház tagintézményében (Erkel Ferenc Gimnázium) végezte, ahol kiváló művésztanárok kezei között fejlődhetett tovább.
Gitáros előadóként pályafutása 1996-ban kezdődött. Középiskolai tanulmányai közben, a konzervatóriumi vizsgadarabokból elkészített egy klasszikus gitáralbumot. Első stúdiófelvételein már azon a hangszeren volt hallható, amit egy szponzor biztosított számára (Clavier Kft.). Ennek eredményeképp figyelt fel Juhász Előd (a Magyar Televízió akkori legnépszerűbb zene-ajánló műsorának producer-műsor vezetője) és meghívta a Zenebutik c. műsorba, ifjú felfedezettként. A Casus management szervezte önálló koncertjeit. Számtalan meghívást kapott ebben az időszakban, többek között a budapesti Benczúr-klub latin fesztivál keretein belül is bemutatkozhatott, több száz ember előtt. 
A kezdeti sikerek mellett, a Fóti Zeneiskola felkérte gitár-tanszakának vezetésére, ahol örökre elkötelezte magát az oktatás felé. Pályafutása során mindig is fontos volt a megszerzett tudás továbbadása. A 2004-es esztendőben megnyitotta Érden, Biatorbágyon és Pécsett magán-gitáriskoláját, ahol már személyre szabva tudott foglalkozni a növendékekkel.  A Zeneművészeti Főiskola mellett hazai és külföldi gitármesterek kurzusain képezte magát, több zenei irányban. Ezek közül a két legnevesebb gitárművész, Al Di Meola és a hazai Kukovecz Gábor voltak. A mesterek hatása, a későbbiek folyamán érezhetőek Gabor Amadeus kompozícióiban és megszólalásában is, ezek a tanulóévek mind hozzájárulnak a gitáros egyedi megszólalásához. Számos zenei műfajban kipróbálta magát (beat, pop), mellyel számos hazai televízió szórakoztató műsoraiban szerepelt. (Dáridó, Koóstoló, RTL Klub Reggeli és Delelő, Tv2, ATV, MTV1, stb.).
Rendszeres fellépési lehetőséget a budapesti Benczúr Házban, ahol havonta felléphetett, akkori formációjával. 2005-ben ismerték meg szélesebb körben, az RTL Klub népszerű reggeli műsorának köszönhetően, ahova később még önálló előadóként is visszahívták élő adásba.Itt többek között Tátrai Tibor és Szűcs Antal Gáborral egy élő adásban szerepelt Felvételeit a Budapesti stúdiójában készíti, (Goldvoice Stúdió). Itt születnek a saját szerzeményei, feldolgozásai, reklámfilm zenéi .A Suzuki autógyár reklámfilm zenéi is a nevéhez fűződnek a 2005-2006-os kampányidőszakban. Pár évvel később esztendőben új formációval jelent meg. Előadóként külföldre is eljutott. 2013-tól kezdve aktív szereplője a hazai koncertéletnek. igényes klipek készültek szerzeményeihez, a mai kor elvárásainak megfelelően. A gitáros felvételei már a Jazzy Rádióban is hallhatóak voltak és számtalan online rádió műsorán is szerepel jelenleg is. A 2015-ös esztendőben a koncertezés mellett koncertfilm is készült, melyben Horgas Eszter fuvolaművész is közreműködött, aki Al Di Meola után Gabor Amadeusszal játssza, Astor Piazzolla Libertango szerzeményét. Dolgozott ebben az esztendőben Vámos Miklós íróval, akivel közösen készültek egy  zenei estre, a 2014-ben megjelent a méltán népszerű író Beatles és Én c. könyve alapján. 
- Gabor Amadeus-interjú a Gitárvilágok.com oldalon (2013. augusztus 27.)
- Gabor Amadeus-interjú a Kultúrprojekt.hu oldalon (2014. november 8.)